# Plagithmysus giffardi
Plagithmysus giffardi là một loài bọ cánh cứng trong họ Cerambycidae.